# フレデリック・ゴードン＝レノックス (第9代リッチモンド公爵)
第9代リッチモンド公爵フレデリック・チャールズ・ゴードン＝レノックス（英語: Frederick Charles Gordon Lennox, 9th Duke of Richmond、1904年2月5日 - 1989年11月2日）イギリスの貴族、自動車整備工、レーサー。

## 生涯

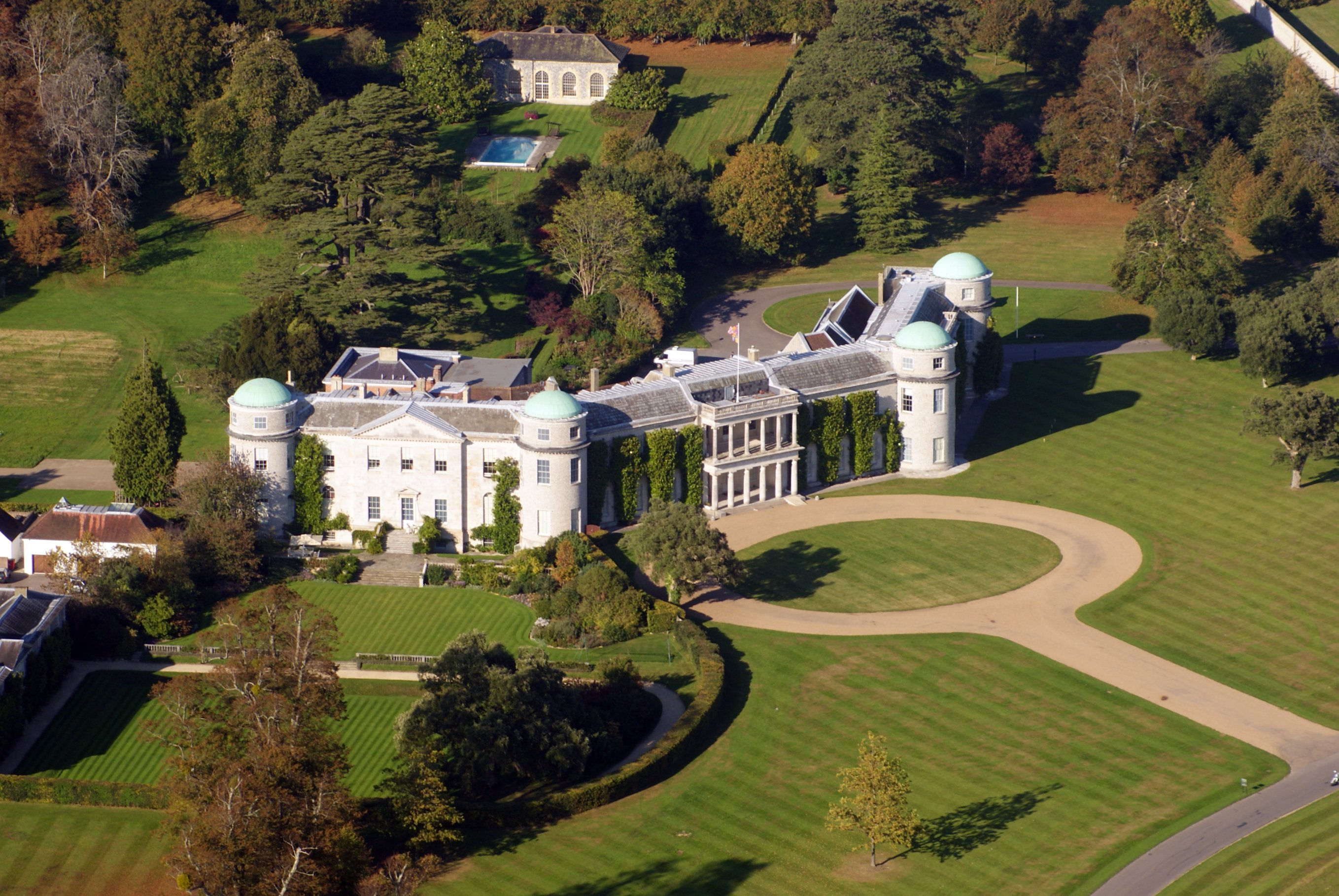
邸宅グッドウッド・ハウス

第8代リッチモンド公爵チャールズ・ゴードン＝レノックスとヒルダ・メイドライン・ブラッシー（Hilda Madeline Brassey、1872年6月16日 - 1971年12月29日、庶民院議員ヘンリー・ブラッシーの娘）との三男として誕生した。
父同様にイートン校に学んだのち、オックスフォード大学クライストチャーチに進学している。大学卒業後から襲爵までの一時期、町工場の自動車整備工として働いた。フレデリックの長兄は夭折、次兄は第一次世界大戦時にロシアで戦傷死していたため、1935年に父の死去に伴って、リッチモンド公爵を継承した。
第二次世界大戦が勃発すると、王立空軍に入隊して少尉に任官、従軍している。
彼が当主を務めた時期は貴族に対する相続税攻勢が熾烈を極めており、折しもフレデリックの父と祖父はいずれも当主として短期間であったことから、公爵家に対する負担は相当のものであった。そのため、彼はゴードン城とその周辺の土地6000エーカーやスコットランド・バンフシャーの土地45000エーカー、先祖伝来の美術品等を手放さざるを得なかった。
この事態を憂慮した公爵は領地に豊富である森林資源に着目した。彼はグッドウッド・エステートを設立して、家具製造業、競馬や住宅提供事業を展開、領民、使用人の職の確保と公爵家財政黒字化に成功している。
1989年に85歳で亡くなった。爵位は長男のチャールズが継承した。

## 人物
- 趣味は自動車の整備で、そのメカニズムに没頭した結果、大学卒業後は身分を隠して町工場で働いていた[3]。
- 自身が爵位を継ぐことを望んでおらず不本意にも公位を継承したため、周囲から「嫌々ながらの公爵」と呼ばれた[3]。
- 1958年に米テレビ番組『What's My Line?』（英語版）に出演した[4]。
- 公爵家の家計健全化の際は徹底的な姿勢をとった。一族の邸宅『グッドウッド・ハウス(Goodwood House)』は観光客用と従業員居住用にわけて改築、自身と家族は同館の近くに6室程度の小さな家をわざわざ建てて移り住んでいる[3]。

## 家族
1927年12月15日にエリザベス・グレイス・ハドソン（Elizabeth Grace Hudson、1992年没、トマス・ウィリアム・ハドソンの娘）と結婚して、2人の息子をもうけた。
- チャールズ・ヘンリー・ゴードン＝レノックス（英語版） (1929年9月19日 - 2017年9月1日) - 第10代リッチモンド公爵
- ニコラス・ゴードン＝レノックス（英語版）,KCMG KCVO（1931年1月31日 - 2004年10月11日）メアリー・ウィリアムソンと結婚、子あり。駐スペイン英国大使。